# Amour, Amour (chanson)
Chansons représentant le Luxembourg au Concours Eurovision de la chanson
L'Amour de ma vie
(1986) Croire
(1988)
Amour, Amour est la chanson représentant le Luxembourg au Concours Eurovision de la chanson 1987. Elle est interprétée par Plastic Bertrand.

## Eurovision
Le radiodiffuseur luxembourgeois, RTL Télévision, choisit l'artiste et la chanson en interne pour représenter le Luxembourg au Concours Eurovision de la chanson 1987. Il accepte la proposition de Plastic Bertrand.
C'était la troisième fois que le Luxembourg est représenté par un artiste ayant déjà une certaine renommée : Nana Mouskouri en 1963 et le duo disco Baccara en 1978.
La chanson est la treizième de la soirée, précédant Rechtop in de wind interprétée par Marcha pour les Pays-Bas et suivant Only the Light interprétée par Richard Peebles pour le Royaume-Uni.
À la fin des votes, elle obtient 4 points et finit à la 21e place sur vingt-deux participants (la dernière place est pour Şarkım Sëvgi Üstüne interprétée par Seyyal Taner & Lokomotif pour la Turquie avec zéro point).
Plastic Bertrand fit une version en anglais de la chanson avec le même titre.

### Points attribués au Luxembourg
| 12 points | 10 points | 8 points | 7 points                 | 6 points |
| --------- | --------- | -------- | ------------------------ | -------- |
|           |           |          |                          |          |
| 5 points  | 4 points  | 3 points | 2 points                 | 1 point  |
|           |           |          | - Portugal - Royaume-Uni |          |